# Кінешемцев Іван Олександрович
Іван Олександрович Кінешемцев (1869, Російська імперія — ?) — радянський діяч. Член ВЦВК. Член Центральної контрольної комісії ВКП(б) у 1925—1927 роках. 

## Життєпис
До 1918 року працював робітником ткацької фабрики.
Член РКП(б) з 1919 року.
На 1925 рік — помічник майстра ткацької фабрики у місті Костромі.
Подальша доля невідома.